# سنترال مینت
سنترال مینت (انگلیسی: Central Mint) شرکت دولتی ساخت‌وساز تایوانی است، که در سال ۱۹۴۹ تأسیس شد.